# Džajš al-Fatah
Džajš al-Fatah (arabsky جيش الفتح‎, anglicky Army of Conquest nebo Jaish al-Fatah, česky Armáda dobytí) byla syrská vojenská koalice povstalců radikálních ozbrojených skupin účastnících se občanské války v Sýrii. Šlo o uskupení sunnitských džihádistických hnutí v Sýrii. Od svého založení 24. března 2015 zaznamenala několik vítězství proti syrské armádě a podle expertů stála za jejím úspěchem i podpora arabských zemí (Saúdská Arábie a Katar) a Turecka. Aktivní byla hlavně v guvernorátu Idlib a některé frakce působily i v guvernorátech Hamá a Lázikíja.
Džajš al-Fatah tvořilo šest členů, přičemž tři z nich – Fronta an-Nusrá (Al-Káida v Levantě), Ahrár aš-Šám, a Jund al-Aksá – byly si vzájemně spřízněny nebo napojeny na teroristickou síť al-Káidu, dále Ajnad al-Šám („Vojáci v Levantě“), Fajlak al-Šám („Legie Sýrie“) a Jajš al-Nasr. Uvádí se, že Fronta an-Nusra a Ahrár aš-Šám představují 90 procent vojenských jednotek, Saúdská Arábie a Katar poskytují finanční prostředky na 40 procent potřeb koalice.